# Гай Сентий Сатурнин (консул 4 года)
Гай Се́нтий Сатурни́н (лат. Gaius Sentius Saturninus; умер после 4 года) — государственный и политический деятель эпохи ранней Римской империи, ординарный консул 4 года.

## Биография

### Происхождение
Гай Сентий принадлежал к неименитому плебейскому роду; его отцом являлся ординарный консул 19 года до н. э., носивший такое же имя, а одним из двух других братьев — консул-суффект 4 года Гней Сентий Сатурнин.

### Гражданская карьера
Около 7 года до н. э. Гай Сентий вместе со своими двумя братьями сопровождал родного отца в Сирию, куда тот был назначен императором Октавианом Августом в качестве легата–пропретора. В 4 году Гай–младший занимал должность ординарного консула совместно с Секстом Элием Катом. Больше о нём ничего неизвестно.

## Примечание
1. 1 2 3  Иосиф Флавий. Иудейские древности, XVI, 11 (3)